# ノイマン境界条件
数学の分野におけるノイマン境界条件（のいまんきょうかいじょうけん、英語: Neumann boundary condition）あるいは第2種境界条件とは、数学者のカール・ノイマンの名にちなむ境界条件のことである。常微分方程式あるいは偏微分方程式に対し、その解の微分が定義域の境界でとる値を定める。
例えば、常微分方程式
{\displaystyle y''+y=0~}
に対し、定義域 {\displaystyle [a,\,b]} 上のノイマン境界条件は次のような形をとる：
{\displaystyle y'(a)=\alpha {\text{ and }}y'(b)=\beta .}
ここで α および β は与えられた数である。
別の例では、偏微分方程式
{\displaystyle \nabla ^{2}y+y=0}
（ただし、∇2 はラプラシアンを表す）に対し、定義域 {\displaystyle \Omega \subset \mathbb {R} ^{n}} 上のノイマン境界条件は次のような形をとる：
{\displaystyle {\frac {\partial y}{\partial {\boldsymbol {n}}}}(x)=f(x)\quad \forall x\in \partial \Omega .}
ここで n は境界 ∂Ω への法線ベクトルを表し、f は与えられたスカラー関数である。
上式の左辺に現れる法線微分は
{\displaystyle {\frac {\partial y}{\partial {\boldsymbol {n}}}}(x)=\nabla y(x)\cdot {\boldsymbol {n}}(x)}
で定義される。すなわち勾配と法線ベクトルの内積である。
熱伝導の問題において、定義域の境界から熱の出入りが全く無いという状況に出くわすことはよくある（すなわち、定義域は完全に断熱されている）。これは、法線微分がゼロであるようなノイマン境界条件に対応する。
ノイマン境界条件の他にも多くの境界条件が存在する。例えば、コーシー境界条件や、ノイマンとディリクレの条件が組み合わされた混合境界条件などがある。